# Růžena Urbánková
Růžena Urbánková (14. prosince 1912 České Budějovice – ???) byla česká a československá politička, za normalizace ministryně pošt a telekomunikací České socialistické republiky.

## Biografie
V roce 1932 absolvovala gymnázium a pracovala pak na poštovních úřadech v Mariánských Lázních, Aši, Českých Budějovicích, Praze a Plzni. V roce 1950 byla ředitelkou krajského poštovního inspektorátu v Českých Budějovicích, od roku 1951 pověřenou ředitelkou krajské poštovní správy v Praze. Zde se roku 1952 stala krajskou ředitelkou správy spojů. V letech 1955–1958 pracovala na ministerstvu spojů jako referentka poštovního provozu. Od roku 1958 působila jako ředitelka Středočeské krajské správy spojů. Bylo jí uděleno Vyznamenání Za vynikající práci.
Po provedení federalizace Československa byla 8. ledna 1969 jmenována členem české vlády Stanislava Rázla jako ministryně pošt a telekomunikací. Funkci si podržela i v následující vládě Josefa Kempného a Josefa Korčáka do prosince 1971. V následujících českých vládách bylo portfolio pošt a telekomunikací zrušeno.